# Brad Navin
Brad Navin, född 5 juni 1992 i Waupaca, Wisconsin, är en amerikansk före detta professionell ishockeyspelare (center).
Åren 2015-2018 spelade han 147 matcher i ECHL:s grundserie och gjorde totalt 61 (26+35) poäng.